# Gianangelo Cavalazzi
Gianangelo Cavalazzi (Lugo di Romagna, 1º dicembre 1916 – ...) è stato un calciatore italiano, di ruolo centrocampista.

## Caratteristiche tecniche
Era una mezzala.

## Carriera
Nella stagione 1937-1938 è in rosa con il Ravenna, con cui prende parte al campionato di Serie C, che conclude al secondo posto in classifica; a fine anno viene messo in lista di trasferimento.
Nella stagione 1938-1939 vince il campionato di Serie C con il Molinella; viene riconfermato in squadra anche per la stagione 1939-1940, nella quale realizza una rete in 15 presenze nel campionato di Serie B. Resta poi in squadra con i bolognesi anche nella stagione 1940-1941, disputata nuovamente nel campionato di Serie C, a seguito della retrocessione dell'annata precedente. Nella stagione 1942-1943 segna 3 reti in 17 presenze nel campionato di Serie C con la maglia del Budrio.
Nella stagione 1943-1944 gioca 6 partite nel campionato di Divisione Nazionale con la maglia del Forlì.

## Palmarès

### Club

#### Competizioni nazionali
- Serie C: 1

Molinella: 1938-1939